# Walter Moers
Walter Moers, född 24 maj 1957 i Mönchengladbach, Tyskland, är en tysk författare, serietecknare och illustratör.